# مخاطر الأمن السبراني
قالب:مقالة تقنية
مخاطر الأمن السيبراني هي التهديدات الرقمية التي تستهدف الأنظمة الحاسوبية والشبكات والبيانات بهدف سرقتها أو تعطيلها أو إتلافها. ومع الاعتماد المتزايد على الإنترنت في مجالات مثل الاقتصاد، الصحة، التعليم، والدفاع، أصبحت هذه المخاطر من أبرز التحديات التي تواجه الدول والمؤسسات والأفراد. 

## أنواع المخاطر السيبرانية
- البرمجيات الخبيثة (Malware): مثل الفيروسات، أحصنة طروادة، وبرامج الفدية التي قد تعطل الأجهزة أو تسرق البيانات.
- هجمات التصيد الإلكتروني (Phishing): محاولات لخداع المستخدمين للإفصاح عن معلومات حساسة مثل كلمات المرور أو البيانات المالية.
- الهجمات الموزعة لحرمان الخدمة (DDoS): إغراق الخوادم بطلبات وهمية لتعطيل خدمات الإنترنت.
- اختراق البيانات (Data Breaches): الوصول غير المصرح به إلى قواعد بيانات تحتوي على معلومات شخصية أو سرية.

## آثار المخاطر السيبرانية
- اقتصادية: خسائر مالية كبيرة نتيجة الاحتيال الإلكتروني أو توقف الأنظمة الحيوية.
- اجتماعية: فقدان الخصوصية وانتهاك بيانات الأفراد.
- أمنية: تهديد الأمن القومي في حال استهداف البنية التحتية مثل الطاقة أو الاتصالات.

## جهود المواجهة
- تطوير تشريعات وسياسات وطنية للأمن السيبراني.
- تعزيز الوعي المجتمعي حول أساليب الحماية الرقمية.
- الاستثمار في تقنيات الذكاء الاصطناعي لرصد الهجمات بشكل استباقي.
- التعاون الدولي بين الدول لتبادل المعلومات والخبرات.